# Буенос Ајрес
Буенос Ајрес (шп. Ciudad Autónoma de Buenos Aires) је главни и највећи град Аргентине. Главни је политички, економски и културни центар земље. Друга највећа метрополитанска зона у Јужној Америци након Сао Паула, смештен на јужној обали Ла Плате, на југозападу континента, град Буенос Ајрес није део, нити је главни град Провинције Буенос Ајрес, већ аутономни федерални дистрикт. Велики Буенос Ајрес (Gran Buenos Aires, GBA) четврта је највећа конурбација у Латинској Америци, са око 15 милиона становника. Сматра се најбогатијим градом Јужне Америке и јужне хемисфере, и „Алфа свјетским градом”, према попису истраживачке групе GaWC, универзитета у Лафбору (УК) из 2008. Назив града на шпанском значи „добар ваздух”. Налази се на ушћу реке Ла Плата у Атлантски океан.
Буенос Ајрес је привредни, комерцијални, културни и образовни центар Аргентине у коме живи четвртина становништва државе. У Аргентини има статус аутономног града који не припада ни једној од аргентинских провинција. Према процени из 2010. у граду је живео 3.890.151 становник, а са предграђима и приградским насељима (Gran Buenos Aires) овај број износи око 15,5 милиона. Простире се на површини од 202.90 km². Становници града се популарно називају „портењос” (porteños).
Након унутрашњих сукоба у 19 веку, Буенос Ајрес је 1880. издвојен из провинције Буенос Ајрес, а његове границе су проширене ради прикључења бивших градова Белграно и Флорес, који су сада четврти Буенос Ајреса. У складу с уставним реформама из 1994. град је постао аутономно подручје те службени назив гласи Ciudad Autónoma de Buenos Aires.
Убраја се међу најлепше градове света с архитектуром која комбинује утицаје Мадрида, Париза и Барселоне (необарок, еклектицизам, француски неокласицизам) с геометријски зацртаним планом улица и тргова украшеним споменицима те пространим зеленим површинама.

## Етимологија
Град је назван по светилишту Ностра Сигнора ди Бонарија (špa. Nuestra Señora del Buen Aire) у Каљарију на Сардинији. Светилиште, први пример готичко-каталонске архитектуре на Сардинији, уздиже се на брду Colle di Bonaria, (тада називаном Bonarye, — добар ваздух) где је краљ Алфонс  од Арагоне изградио утвђени дворац.
Када су 1324. Арагонци освојили Каљари, своје главно седиште поставили су на брду изнад града. Брдо је било познато као Буен Ајр („Бонарија” на локалном језику), " јер је било поштеђено неугодног мириса из старог града. За време опсаде Каљарија, Арагонци су на брду изградили светилиште Свете Марије. 1335, краљ Алфонс  од Арагоне, поклонио је цркву реду Мерцедаријеваца, који су изградили опатију која постоји и данас. Шпански морнари, посебно из Андалузије, поштовали су кип Свете Марије који је извучен из мора и постављен у светилишту након што је наводно помогао да се смири невреме у Средоземљу.
Године 1536, шпански поморац Педро де Мендоза изградио је тврђаву и луку у данашњој четврти Сан Телмо, и назвао их Санта Марíа дел Буен Ајр. Назив је одабрао капелан експедиције, посвећеник Девице с Бонарије. Мендозино насеље убрзо су напали урођеници, те је напуштено 1541. године. Хуан де Гарај, који је утврђење обновио 1580, сачувао је изворно име, назвавши га Ciudad de la Santísima Trinidad y Puerto de Santa María del Buen Aire. Краћи назив Буенос Ајрес постао је уобичајен током 17. века.
Грађани Буенос Ајреса називају се „портенос” (људи из луке), што истиче важност луке у развоју града и нације. Од федерализације града 1880, Буенос Ајрес укључује и бивше градове Белграно и Флорес, те је одвојен од провинције Буенос Ајрес. Грађани провинције називају се „bonaerenses”.
Од реформе устава 1994, службени назив града гласи Ciudad Autónoma de Buenos Aires (Аутономни град Буенос Ајрес). Пре промене назива био је често кориштен и назив Capital Federal (Савезни главни град). Понекад се користе и скраћенице Bs. As. и Baires, прва у писаним текстовима а друга у свакодневном говору. Од надимака истичу се La Reina del Plata (Краљица плате) ради своје позиције у естуару Ла Плата и такође као највећи град у подручју, и „Париз југа”, што је алузија на европски утицај.

## Историја
Реку Ла Плата открио је 1516. конкистадор Хуан Дијаз де Солис. Његову експедицију је уништио напад Индијанаца, а и сам Хуан Дијаз је тада погинуо.
Педро де Мендоза је 2. фебруара 1536. овде основао град под именом „Пуерто де нуестра сењора Санта Марија дел Буен Ајре” (Puerto de Nuestra Señora Santa María del Buen Ayre, Лука наше Госпе Марије од добрих ветрова). Име је одабрао Мендозин капелан, пореклом са Сардиније, поштовалац „Богородице од добрих ветрова” (Virgen de Bonaria). По алтернативној верзији, име је одабрано због повољних ветрова који су пратили бродове у овом подручју. Место где је првобитно основан град данас се налази у четврти Сан Телмо. Због ослободилачких напада локалних Индијанаца, Мендозини окрутни окупатори су напустили Буенос Ајрес 1541.
Шпанци, које је предводио Хуан де Гарај, поново су окупирали и створили насеље пљачкаша 1580. У међувремену је на североистоку данашње Аргентине створено више градова који су гравитирали ка Перуу. Од својих почетака, Буенос Ајрес је зависио од сточарства у пампи и од трговине са Шпанијом. Међутим, административна организација шпанских колонија у 17. и 18. веку налагала је да сва аргентинска роба мора да буде отпремљена у Лиму на царињење, што је створило незадовољство међу трговцима и подстакло кријумчарење. Карлос III од Шпаније (1759—1788) поједноставио је трговину проглашавајући Буенос Ајрес за отворену луку.
Буенос Ајрес је 1776. постао главни град Вицекраљевства Рио де ла Плата, која је издвојена из Вицекраљевства Перу. У ово време су у Буенос Ајрес присилом доведени многи робови из Африке, тако да су почетком 19. века црнци чинили трећину становништва. У току рата Велике Британије против Наполеонових савезника, британске трупе су 1806. заузеле град, али их је брзо поразила локална побуна. Британци су још једном безуспешно покушали да заузму Буенос Ајрес 1807. Током овог сукоба град нису бранили Шпанци, већ шпански плаћеници — локалне „патриоте”. То је био увод у преузимање власти од колонијалних власти 25. маја 1810, и коначно проглашење независности 1816. Међутим, у власти до данашњег дана има врло мало староседеоца. Домицилно становништво и даље стоји на становишту да је ово само вид неоколонијализма у којем централне улоге власти држе шпанске породице. Домицилно становништво улаже напоре да матерњи језик и писмо уведу у школе.
У новоствореној држави дошло је до сукоба унитариста и федералиста, у којој су федералисти однели превагу. Буенос Ајрес је проглашен главним градом Аргентине тек 1880. У првих неколико деценија главни градови су били Парана и Белграно. Белграно је данас општина у саставу Буенос Ајреса.
Другу половину 19. века обележио је масован долазак емиграната из Европе, нарочито Италијана. Досељеници су створили посебан локални дијалект. Буенос Ајрес је 90-их година 19. века био најважнији град Латинске Америке и бројао је скоро милион становника. Прва линија метроа је отворена 1913. године. У време обележавања стогодишњице независности у центру града су изграђене репрезентативне авеније, попут Авеније 9. јула (Avenida 9 de Julio). Изградња нових авенија се наставила тридесетих година 20. века.
После Другог светског рата град је инкорпорирао многа приградска насеља.

## Географија
Град Буенос Ајрес се налази на јужним обалама естуара Рíо де ла Плата, што је заједничко ушће река Парана и Уругвај у Атлантик. Река је овде јако замућена речним наносима. Дубина реке је мала, испод 20 m, тако да бродови са дубљим газом морају да користе посебно ископане коридоре. Границе самога града одређују на истоку и североистоку Рíо де ла Плата, на југу и југоистоку река Матанса, и северозападу, западу и југозападу Авенија Генерал Паз.
Западно од Буенос Ајреса простиру се пампе, пољопривредно најпродуктивнија регија Аргентине.
Град лежи на некадашњој пампи, осим неких подручја као Еколошки резерват Буенос Ајреса (Reserva Ecológica de Buenos Aires), спортски град фудбалског клуба Бока јуниорс, аеродром Хорхе Њубери, четврт Пуерто Мадеро и сама главна лука, која су изграђена на исушеним земљиштима дуж обале Риа де ла Плате.
Регија је некада била пресечена с више речних рукаваца и лагуна, од којих су неки поново испуњени, а други усмерени у цеви. Међу најзначајнијим рукавцима су Малдонадо, Вега, Медрано, Цилданез и Вајт. 1908. многи су рукавци канализовани и изравнати, јер су поплаве стварале штету градској инфраструктури. Почевши од 1919, већина рукаваца је затворена. Малдонадо је затворен у цеви 1954, те тренутно тече испод авеније Хуан Б. Јусто.

### Клима
Клима у граду је суптропска. Просечна годишња температура је 16,9 °C, а средња количина падавина је 1027 милиметара кишног талога. Најтоплији месец је јануар са просеком од 23,7 степена, док је најхладнији јул са 10,5 °C. Температуре веома ретко падну испод нуле, а снег је забележен 1918. и 2007. Највише падавина има у марту месецу, а најмање током јула.
| Клима Централна опсерваторија Буенос Ајреса (2001—2010)       | Клима Централна опсерваторија Буенос Ајреса (2001—2010) | Клима Централна опсерваторија Буенос Ајреса (2001—2010) | Клима Централна опсерваторија Буенос Ајреса (2001—2010) | Клима Централна опсерваторија Буенос Ајреса (2001—2010) | Клима Централна опсерваторија Буенос Ајреса (2001—2010) | Клима Централна опсерваторија Буенос Ајреса (2001—2010) | Клима Централна опсерваторија Буенос Ајреса (2001—2010) | Клима Централна опсерваторија Буенос Ајреса (2001—2010) | Клима Централна опсерваторија Буенос Ајреса (2001—2010) | Клима Централна опсерваторија Буенос Ајреса (2001—2010) | Клима Централна опсерваторија Буенос Ајреса (2001—2010) | Клима Централна опсерваторија Буенос Ајреса (2001—2010) | Клима Централна опсерваторија Буенос Ајреса (2001—2010) |
| Показатељ \ Месец                                             | .Јан.                                                   | .Феб.                                                   | .Мар.                                                   | .Апр.                                                   | .Мај.                                                   | .Јун.                                                   | .Јул.                                                   | .Авг.                                                   | .Сеп.                                                   | .Окт.                                                   | .Нов.                                                   | .Дец.                                                   | .Год.                                                   |
| ------------------------------------------------------------- | ------------------------------------------------------- | ------------------------------------------------------- | ------------------------------------------------------- | ------------------------------------------------------- | ------------------------------------------------------- | ------------------------------------------------------- | ------------------------------------------------------- | ------------------------------------------------------- | ------------------------------------------------------- | ------------------------------------------------------- | ------------------------------------------------------- | ------------------------------------------------------- | ------------------------------------------------------- |
| Максимум, °C (°F)                                             | 30,4 (86,7)                                             | 29,0 (84,2)                                             | 26,8 (80,2)                                             | 23,4 (74,1)                                             | 19,3 (66,7)                                             | 16,6 (61,9)                                             | 16,0 (60,8)                                             | 17,7 (63,9)                                             | 19,6 (67,3)                                             | 23,1 (73,6)                                             | 26,1 (79)                                               | 28,5 (83,3)                                             | 23,0 (73,4)                                             |
| Просек, °C (°F)                                               | 25,1 (77,2)                                             | 23,9 (75)                                               | 22,0 (71,6)                                             | 18,0 (64,4)                                             | 14,4 (57,9)                                             | 11,9 (53,4)                                             | 11,4 (52,5)                                             | 12,8 (55)                                               | 14,8 (58,6)                                             | 18,2 (64,8)                                             | 20,9 (69,6)                                             | 23,2 (73,8)                                             | 18,1 (64,6)                                             |
| Минимум, °C (°F)                                              | 20,2 (68,4)                                             | 19,5 (67,1)                                             | 18,0 (64,4)                                             | 13,6 (56,5)                                             | 10,5 (50,9)                                             | 8,3 (46,9)                                              | 7,7 (45,9)                                              | 8,7 (47,7)                                              | 10,6 (51,1)                                             | 13,5 (56,3)                                             | 16,0 (60,8)                                             | 18,2 (64,8)                                             | 13,7 (56,7)                                             |
| Количина падавина, mm (in)                                    | 167,5 (6,594)                                           | 171,0 (6,732)                                           | 172,3 (6,783)                                           | 110,8 (4,362)                                           | 72,3 (2,846)                                            | 54,8 (2,157)                                            | 70,0 (2,756)                                            | 71,7 (2,823)                                            | 75,0 (2,953)                                            | 124,4 (4,898)                                           | 114,1 (4,492)                                           | 102,4 (4,031)                                           | 1.306,3 (51,429)                                        |
| Дани са падавинама                                            | 9,5                                                     | 9,0                                                     | 10,0                                                    | 7,9                                                     | 6,6                                                     | 7,1                                                     | 8,0                                                     | 7,7                                                     | 7,9                                                     | 9,9                                                     | 9,9                                                     | 9,1                                                     | 102,6                                                   |
| Релативна влажност, %                                         | 65                                                      | 70                                                      | 72                                                      | 77                                                      | 78                                                      | 79                                                      | 79                                                      | 74                                                      | 71                                                      | 69                                                      | 68                                                      | 64                                                      | 72                                                      |
| Сунчани сати — месечни просек                                 | 275,9                                                   | 217,5                                                   | 210,8                                                   | 183,0                                                   | 167,4                                                   | 144,0                                                   | 148,8                                                   | 167,4                                                   | 180,0                                                   | 220,1                                                   | 252,0                                                   | 272,8                                                   | 2.439,7                                                 |
| Сунчани сати — дневни просек                                  | 8,9                                                     | 7,7                                                     | 6,8                                                     | 6,1                                                     | 5,4                                                     | 4,8                                                     | 4,8                                                     | 5,4                                                     | 6,0                                                     | 7,1                                                     | 8,4                                                     | 8,8                                                     | 6,68                                                    |
| Извор #1: Универзитет у Буенос Ајресу                         |                                                         |                                                         |                                                         |                                                         |                                                         |                                                         |                                                         |                                                         |                                                         |                                                         |                                                         |                                                         |                                                         |
| Извор #2: Национални метереолошки сервис (влажност 1981—1990) |                                                         |                                                         |                                                         |                                                         |                                                         |                                                         |                                                         |                                                         |                                                         |                                                         |                                                         |                                                         |                                                         |

## Становништво
Према процени, у граду је 2010. живео 3.890.151 становник.
| 1980.     | 1991.     | 2001.     | 2010.     |
| --------- | --------- | --------- | --------- |
| 2.922.829 | 2.965.403 | 2.776.138 | 3.890.151 |

## Градски пејзаж

### Архитектура
Главни чланак: Архитектура Аргентине
На архитектуру Буенос Ајреса утичу разни стилови из многих националних култура имиграната, што ствара наглашени еклектицизам кроз више израза; од академизма или Арт декоа, преко , неоготике, необарока, до савремених стаклених небодера, или аутохтоних стилова као разнобојна четврт Боца, што ствара јединствену и врло индивидуализовану, најчешће богато орнаментисану архитектуру с елементима који подсећају на више метропола; у првом реду на Барцелону, Париз и Мадрид.
Италијански и француски утицаји појачали су се након аргентинске декларације независности почетком 19. века, премда је академски стил опстао до првих деценија 20. века. Европски утицаји одражавају се у више зграда у Буенос Ајресу као Iglesia Santa Felicitas Ернеста Бунгеа; или Палата правде, Национални конгрес и позориште Колон, радови Виторија Меана.
Архитектура друге половине 20. века наставила је с репродукцијама француских неокласичних модела, као седиште Banco de la Nacion Argentina, рад Алејандра Бустилла, и Museo Hispanoamericano de Buenos Aires Мартíна Ноела.
Међутим, од 1930-их утицај Ле Корбизјеа и европског рационализма консолидирао је групу младих архитеката с Универзитета Такуман, међу којима се истиче Аманцио Вилијамс. Изградња небодера у Буенос Ајресу напредовала је до 1950-их, с зградом Кавана као истакнутим примером. Новије савремене високо-технолошке зграде аргентинских архитеката с прелаза из 20. у 21. веку укључују Le Parc Tower Марија Алвареза, Torre Fortabat Санчеза Или и Repsol-YPF Tower Сезара Пелија.

### Четврти
Главни чланак: Барији у Буенос Ајресу
Град је из административних разлога подељен на 48 барија, или четврти. Подела се изворно темељила на католичким жупама, али је од 1940-их прошла кроз низ промена. Новија шема поделила је град на 15 општина (comunas). Важније четврти укључују:
- Белграно (Comuna C13), назван по Мануелу Белграну, политичару и војсковођи који је креирао аргентинску заставу. Четврт средње-више класе, са старијим зградама англо-саксонске архитектуре и савременим стамбеним небодерима. Главна је улица Авенида Кабилдо, око које се концентрирају трговине, кинематографи, књижаре и стамбене зоне. У Белграну се налазе и приватни универзитет Universidad de Belgrano,[18] Кинеска четврт, парк Баранкас де Белграно, музеји Ларета[19] (шпанска уметност) и Сармиенто[20] (историја) и стадион Ел Монументал, дом фудбалског тима Ривер Плејт.
- Ла Бока, (Comuna C4), названа по ушћу реке Матанса (boca — ушће на шпанском) или по ђеновској четврти Бокадасе, од првих насељеника већином из тог града. Стара лучка четврт позната по разнобојним кућама и пешачкој улици Каминито, која привлачи туристе уличним плесачима танга и продавачима сувенира. Осим више танго клубова и италијанских таверни, у Ла Боки се налази и стадион Ла Бомбонера (службено Estadio Alberto J. Armando) fudbalskog kluba Бока јуниорс.
- Палермо (Comuna C14), назван је по опатији „Сан Бенито де Палермо”, или према алтернативној теорији, по имигранту Хуану Домингу Палерму, који је убрзо након оснивања Буенос Ајреса, наводно у тој зони купио земљу. Смештен на североистоку града. Као највећи барио у Буенос Ајресу, дели се на неколико јасно дефинисаних потчетврти: Алто Палермо и Вила Фреуд, средишњи део кварта, трговачки и прометни центар око авеније Санта Фе, Палермо Виејо (стари Палермо) најстарији део кварта око трга Плажа Палермо Виехо, Палермо Сохо, мондена четврт око трга Плаза Серано, позната по уличној и алтернативној култури, Палермо Чико и Барио Парк. У Палермо Чику (мали или ексклузивни Палермо), налази се Национални музеј декоративних уметности,[21] док је суседни Барио Парк искључиво стамбена зона с раскошним кућама и парковима. Музеј латинско америчке уметности[22] лоциран је између Барио Парка и трговачког центра Пасео Алкорта. Las Cañitas, познат је по Поло теренима Campo Argentino de Polo.
- Пуерто Мадеро (Comuna C1), најновија градска четврт, изграђена на месту бивше луке назване по предузетнику Едуарду Мадеру који ју је изградио крајем 19. века. Већ почетком 20. века појава већих бродова Пуерто Мадеро учинила је неадекватном луком, те се сав промет сели у „Пуерто Нуево” (нова лука). Упркос више покушаја обнове, напуштени Мадеро пропада до 1989. када започиње процес обнове.[23] У само 10 година доживео је потпуну трансформацију од најзапуштенијег, до најексклузивнијег и најсавременијег кварта у граду, са стамбеним зонама, пословним простором, приватним универзитетима и луксузним хотелима. Чувени архитекти као Сантијаго Калатрава, Норман Фостер, Сезар Пели и Филип Старк, остварили су пројекте у Пуерту Мадеру, који се данас сматра једним од најуспешнијих пројеката обнове у свету.
- Реколета (Comuna C2), названа по самостану Convento de los Recoletos Descalzos, налази се на североистоку града. Већином елитна стамбена четврт, позната по многим споменицима и француско-париској архитектури многих палата и вила, посебно на Авенида Алвеар. Истиче се и као трговачка четврт с хотелима и ноћним животом. У четврти се налази и више културних институција; Национални музеј лепих уметности,[24] Национална Библиотека (Biblioteca Nacional de la República Argentina), културни центар Реколета,[25] pravni, medicinski, odontološki i farmaceutsko-biokemijski fakulteti univerziteta u Buenos Airesu. Kvart je poznat i po čuvenom groblju La Recoleta.
- Ретиро (Comuna C1), назван по резиденцији Ел Ретиро, некада лоцираној на данашњем тргу Плаза Сан Мартíн, једно је од највећих саобраћајних чворишта у Аргентини, с жељезничком станицом Estación Retiro и аутобусним терминалом Терминал де Омнибус. Главне улице су Авенида дел Либертадор, Санта Фе и Флорида, те трг Плаза Сан Мартíн окружен великим палатама и хотелима. Међу знаменитостима истичу се Torre de los Ingleses (енглески торањ), небодер Кавана, палате Паз и Сан Мартíн, и небодери Пирели и Оливети.
- Сан Телмо (Comuna C1), названа по цркви Сан Педро Телмо, једна је од најстаријих четврти у Буенос Ајресу с добро очуваном колонијалном архитектуром 19. века. Боемски кварт уметничког шарма који гравитира око трга Плаза Дорего. У Сан Телму налазе се и парк Лезама, Национални историјски музеј (Museo Histórico Nacional),[26] Руска православна црква, и Музеј модерне уметности (Museo de Arte Moderno de Buenos Aires MAMBA).[27]

### Знаменитости
- Кабилдо (Плажа де Мајо, барио Монсерат), јавна зграда кориштена као седиште власти у колонијална времена. Први пута изграђена 1610, више је пута мењана и надограђивана, и у новије доба рушена ради изградње околних авенија. Садашњи облик потиче из 1940, као резултат реконструкције архитекта Марија Бучиаза. Данас је то Национални музеј Кабилда и Свибањске револуције (Museo Nacional del Cabildo y la Revolución de Mayo).[28]
- Каса Росада (Плаза де Мајо, барио Монсерат), службено Casa de Gobierno или Palacio Presidencial, седиште је извршне власти. Изграђена је на месту старе тврђаве које је већ од 18. века била седиште локалне и колонијалне власти. Тврђава је деломично срушена половином 19. века и на њеном месту је изграђено више службених зграда које су 1898. спојене у садашње здање. Ружичаста боја наводно вуче порекло од замисли председника Сармиента (1868—1874) који је желио симболично представити сукобљене стране у земљи комбинацијом њихових боја, беле унитаристе и црвене федералисте.
- Зграда Кавана (Плаза Сан Мартíн, барио Ретиро), стамбени Арт деко небодер, с 29 спратова и 120 м висине, изграђен 1936, када је Корина Кавана своје наследство инвестирала у изградњу те зграде. Сматра се једним од најимпресивнијих архитектонских ремек-дела у Буенос Ајресу. У своје доба била је то највиша грађевина од армираног бетона у свету и дуго година највиши небодер Јужне Америке. 1999. је проглашен националним историјским спомеником.
- Метрополитанска катедрала (Плаза де Мајо, барио Сан Ницолас) главна католичка црква у граду и матична црква надбискупије Буенос Ајреса. Основана 1580, много је пута надограђивана и мењана. Коначна верзија датира из 18. (барокна унутрашњост) и 19. века неокласична фасада).
- Национални конгрес (Плаза дел Конгресо, барио Балванера) или „Палата националног конгреса”, седиште је аргентинског парламента. Изграђен је у академском грчко-римском стилу од 1897. до 1906, када је инаугурисан, премда су се мањи радови изводили чак до 1946. Зграду карактеризира огромна, 80 м висока и 30.000 тона тешка купола.
- Национална библиотека (Кали Агуеро, барио Реколета) „Biblioteca Nacional de la República Argentina”, основана 1810, највећа је библиотека у Аргентини и једна је од најзначајнијих у Америци. Актуално савремено здање пројектовано је 1961, радови су започели 1971, а отворено је 1992.
- Национални историјски музеј[26] (Кали Дефенса, барио Сан Телмо), музеј посвећен историји Аргентине, с експонатима из Мајске револуције и Аргентинског рата за независност. Основан је 1889. као „Историјски музеј главног града”. Галерија потиче из приватних колекција личности везаних уз значајне историјске догађаје у Аргентини, те из бившег „Јавног музеја” основаног 1822.
- Обелиск (Плажа де ла Република, барио Сан Николас), једна од најпознатијих знаменитости града, споменик изграђен 1936. у част 400. годишњице првог оснивања града, на месту где је први пут у Буенос Ајресу подигнута аргентинска застава. Висок је 67 m, с површином базе од 49 m².
- Театар Колон (Кали Церито барио Сан Николас), једна од најзначајнијих оперних кућа у свету. Отворен је, након 20 година изградње, 25. мај 1908, опером Аида. Аудиторијум располаже с 2,487 седећих места i 20 m широком, 15 m високом и 20 m дубоком позорницом. Акустика Театра Колон сматра се једном од пет најбољих у свету. Од 2006. позориште је било затворено ради реновирања, чије се довршење планирано за 2010.

### Улице и тргови
- Авенида Алвеар (бариос Реколета и Ретиро), важна градска улица између Плазолета Карлос Пелегрини и Плаза Алвеар, позната по многих зградама француске академске архитектуре и трговинама високе моде. Изградња улице започела је 1885, на иницијативу тадашњег градоначелника Торкуата де Алвеара, који се инспирисао париским урбанизмом Жорж-Ежена Османа. Најзначајније грађевине су палата Ортиз Басуалдо (данас француска амбасада) и палата Переда (бразилска амбасада), палата Фернандез Анкорена (апостолска нунцијатура), и Алвеар Палаце Хотел, који датира из 1932. Модне марке које имају своје трговине у Авенида Алвеар укључују Армани, Валентино, Хермес, Луј Вјутон и Ерменегилдо Зегна.
- Каминито (барио Ла Бока), мала пешачка улица у Ла Боки великог културног и туристичког значаја, позната и по славном истоименом тангу. 1959. проглашена је „улицом музејем”. Чувене разнобојне куће геновешких имиграната под државном су заштитом као културно наслеђе.
- Авенида Кориентес (бариос Сан Николас, Балванера, Алмагро, Вила Креспо и Чакарита), сматра се главном и најважнијом улицом у Буенос Ајресу. Названа је 1822. по граду Коријентес, главном граду истоимене провинције на северу Аргентине. Током 18. и 19 века то је била улица просечне дужине и ширине, али крајем 19. века заједно с растом града започиње њено нагло продуживање на запад. Трамваји с коњском запрегом први пут су саобраћали улицом 1887. године. Градоначелник Хоакин де Анчорена започео је пројекат проширења улице 1910., али због отпора власника зграда које је требало срушити, па и неких интелектуалаца, то је спроведено тек 1930-их, када је проширена авенија отворена заједно с инаугурацијом Обелиска на Плази де ла Република. Авенија је позната као позоришно (Teatro Gran Rекс, Teatro Opera, Centro Cultural General San Martín[29]) и банкарско средиште, по многим књижарама (Hernández, Liberarte) и традиционалним и историјским локалима и ресторанима (Los Inmortales, с фотографијама историјских особа које су га посетиле, Güerrín, Café La Paz историјско окупљалиште левичарских активиста, Bar Ramos, La Giralda Cafeteria). Такође, у Авенији Кориентес налазе се и културни центар Рикардо Ројас[30] Универзитета у Буенос Ајресу, који промовише експерименталну уметност, чувена спортско-концертна дворана Луна Парк и бивша пијаца Абасто, данас преуређена у трговачки центар. Авенија Кориентес посебно је везана уз танго, те су јој посвећене многе композиције.
- Авенида дел Либертадор (бариос Ретиро, Реколета, Палермо, Белграно и Нунез, те партидос Виценте Лопез, Сан Исидро и Сан Фернандо), једна од главних улица Буенос Ајреса, дугачка 25 km, протеже се паралелно с Рио де ла Плата од четврти Ретиро до северног предграђа Сан Фернандо. Отворена 1906, и 1950. названа по генералу Сан Мартин, ослободиоцу Аргентине, Чилеа и Перуа.
- Авенида де Мајо (барио Монсерат), дугачка 1,5 km, повезује тргове Плаза де Мајо и Плаза дел Конгресо. Названа је по Мајској револуцији 1810, која је Аргентини донела независност. Изграђена између 1885. и 1894. на иницијативу градоначелника Торкуата де Алвеара, инспирисана је мадридском улицом Гран Вíја, и ради своје архитектуре често се успоређује с улицама европских метропола. Међу зградама истиче се еклектички Palacio Barolo, својевремено највиша зграда у Буенос Ајресу. Такође, у Авенида де Мајо отворене су 1913. прве станице подземне жељезнице изван Европе или Сједињених Држава. 1997, улица је проглашена националним историјским местом.
- Кал Флорида (бариос Сан Николас и Ретиро), пешачка улица, и једна од од главних трговачких зона у граду. У трговачком центру Galerías Pacífiko, украшеном фрескама неких од најпознатијих аргентинских уметника, своје трговине имају Поло Ралф Лорен, Tiffany & Co., Томи Хилфингер, Кристијан Лакруа, Кристијан Диор, Cacharel, Самсонит, Пол & Шарк и Ив Сен-Лоран. У улици се такође налази и галерија Ди Тела, важан центар поп арта у Буенос Ајресу за време 1960-их и 1970-их.
- Авенида 9 де Јулио (барио Ретиро, Сан Николас, Монсерат и Конституцион), названа у част аргентинског дана независности (9. јул 1816), сматра се једном од најширих улица на свету (око 110 m). Има седам прометних трака у сваком смеру, још пет трака у рубним улицама и неколико појасева зеленила. На Авенији се између осталога налазе позориште Teatro Colón, Обелиск, и статуа Дон Кихота на раскршћу са Авенида де Мајо. Изградња авеније била је планирана већ 1888, али ради отпора власника зграда намењених рушењу радови су започели тек 1935. Први део је отворен 1937, а довршена је 1960-их.
- Плаза де Мајо (барио Монсерат), средишњи градски трг, изворно место првог насеља након оснивања града у 16. веку. Трг је 25. мај 1810. био позорница резолуције која је довела Аргентину до независности, и од тада жарна тачка политичког живота Буенос Ајреса и Аргентине. Садашњи облик трга датира из 1884, рушењем колонада које су раздвајале Плаза де ла Викториа и Плаза дел Фуерте, те се на тргу налазе палате неких од најважнијих државних институција у земљи. Осим Мајске револуције из 1810, историјски значајни политички догађаји који су се одиграли на Плаза де Мајо укључују: масовне демонстрације синдиката 17. октобар 1945. које су довеле до ослобађања Хуан Перона из затвора, који је касније изабран за председника Аргентине, војни напад на политички скуп 16. јун 1955, када је погинуло 364 особа, скупови подршке анексирању Фолкландских острва 1982, од 1977. до данас, окупљања родбине несталих особа (desaparecidos), за време прљавог рата 1977—1983, и насилни протести у децембру 2001, поводом тадашње финансијске кризе. што је довело до оставке председника Де ла Руа.
- Плаза Генерал Сан Мартíн (барио Ретиро), је велика зелена површина на крају пешачке улице Кал Флорида. Трг, назван 1878. по генералу Сан Мартину, окружен је улицама Либертадор, Маипу, Санта Фе и Леандро Алем. На данашњем тргу низ шпанских гувернера имао је своју службену резиденцију док земљиште није 1713. продато Британској компанији јужног мора (British South Sea Company). На том месту, 1807. поражен је генерал Џон Вајтлок, за време другог покушаја краља Џорџа III da osvoji Buenos Aјres. Године 1883, утврђење, арена за борбу с биковима и друга зграде су порушене, те су посађена бројна стабла Phytolacca dioica, липе и Ceiba speciosa. Почетком 20. века, у околици трга, неки од најбогатијих аргентинских земљопоседника изградили су своје палате, од којих су најзначајније; Anchorena[31] (данас церемонијални анекс министарства спољашњих послова), Паз[32] (данас удружење војних официра) и Haedo (данас секретаријат управе за животну средину). Данашњи облик трга датира из 1936, када је довршен простор око споменика Сан Мартину, те изграђен оближњи небодер Кавана.

### Паркови
Паркови у Буенос Аиресу већином су дело француског пејзажног архитекте Чарлса Тајса (1849—1934), који је био дугогодишњи управних паркова и шеталишта у Буенос Ајресу.
- Парк трећег фебруара (барио Палермо), такође и Bosques de Palermo, „Шуме Палерма”, је 25 хектарски парк између авенија Либертадор и Фигуероа Алкорта, познат по својим језерима и ружиним вртовима. Уређен је 1874—1875. на бившем имању Хуана Мануела де Росаса, гувернера Провинције Буенос Ајрес (de facto диктатора Аргентине), збаченог 1852. Од 1892. до 1912, проширен је и додатно уређен новим зоолошким и ботаничким вртовима. 1960-их изграђени су планетаријум и јапански вртови, највећи у свету изван Јапана, као замена за старе јапанске вртове у Ретиру.
  - Ботанички врт, службено Jardín Botánico Carlos Thays de la Ciudad Autónoma de Buenos Aires,[33] отворен 1898, смештен је уз парк Tres de Febrero и међу најстаријима је у Латинској Америци. На површини од 69,772 m², смештено је око 5,500 врта биљака, тематски подељених у римски, француски и оријентални врт, те више скулптура, споменика и уметничких дела. 1996, проглашен је националним спомеником.
  - Јапански вртови, део су парка Tres de Febrero. Довршени су 1967, и отворени приликом државне посјете Аргентини тада јапанског пријестолонаследника Акихита и принцезе Мичико. Осим колекције Бонсаија, у вртовима се налазе и језеро с острвом на којем се узгаја јапанско лековито биље, и Будистички храм.
- Парке Лезама (барио Сан Телмо), назван по Хозеу Грегорију Лезами, власнику парка у 19. веку, када је 1894. његова удовица за мањи износ парк продала граду под условом да буде претворен у јавни простор назван по њеном супругу. Приватна резиденција породице Лезама 1897. претворена је у Национални историјски музеј (Museo Histórico Nacional)
- Парк Кентенарио (барио Кабалито), отворен је 1910, у част стогодишњице Мајске револуције (шпа. centenario = стогодишњица). У рубним деловима парка смештен је низ културних и научних институција, као Институт Луја Пастра, Музеј природних наука Бернардино Ривадавија,[34] и „Удружење аргентинских пријатеља астрономије” с псерваторијом.[35]

## Привреда
Град Буенос Ајрес је најважнија лука и привредни центар Аргентине. Градска лука се протеже дуж 8 километара обале. У граду, који је од 1930-их прогутао многа приградска насеља, сконцентрисана је половина аргентинске индустрије. У ужем подручју града послује 26000 предузећа и још двапут толико у предграђима.
Главна индустријска постројења су на југоистоку у четвртима Авељанеда и Ланус. Ту се завршава гасовод који доводи гас из Патагоније. На југу је сконцентрисана прехрамбена индустрија, рафинерије нафте и хемијска индустрија. Индустрија аутомобила и лака индустрија је на западу и северу града.

### Саобраћај
Међународни аеродром Пистарини или Езеиза (Aeropuerto Internacional Ministro Pistarini de Ezeiza) се налази 30–40 km изван градског центра. Аеродром за кратколинијски домаћи аеросаобраћај Хорхе Њубери (Aeroparque Jorge Newbery) налази се на обали Ла Плате, око 5 km од градског центра.
Коридор за бродове се редовно чисти од наноса муља баржама да би се омогућио приступ танкерима и контејнерским бродовима. Постоје свакодневне бродске путничке линије за уругвајске градове Колонију и Монтевидео.
Прва железничка линија из Буенос Ајреса је отворена 1857. ка граду Тукуман. Данас постоји мања мрежа пруга из Буенос Ајреса ка градовима Провинције Буенос Ајрес и неким удаљенијим градовима. Главни облик путничког транспорта представљају аутобуси.

## Партнерски градови
- Берлин
- Сао Пауло
- Атина
- Београд
- Билбао
- Богота
- Бразилија
- Кадиз
- Дамаск
- Ђенова
- Гвадикс
- Јерусалим
- Тел Авив
- Каиро
- Кијев
- Лима
- Мадрид
- Мајами
- Монтевидео
- Москва
- Напуљ
- Осака
- Овиједо
- Пекинг
- Праг
- Рио де Жанеиро
- Ротердам
- Сантијаго де Чиле
- Санто Доминго
- Сеул
- Севиља
- Тулуз
- Виго
- Варшава
- Каљари
- Милано
- Лука
- Бергамо
- Палермо
- Алмерија
- Барселона
- Саламанка
- Санта Круз де Ла Палма
- Сантијаго де Компостела
- Медељин
- Порто Алегре
- Мексико Сити
- Кејптаун
- Лисабон
- Лондон
- Њуарк
- Отава
- Кито
- Загреб
- Јереван
- Баранкиља
- Каракас
- Банкок
- Сеута
- Тариха
- Сан Хосе
- Гвадалахара
- Хавана
- Рим
- Ферара
- Ла Паз
- Куско
- Мачу Пикчу(село)
- Манагва
- Асунсион
- Токио
- Париз
- Рејкјавик
- Сан Педро Сула
- Коријентес
- Куернавака
- Кордоба